# Bahnstrecke Zwickau–Planitz
| Streckennummer: | sä. ZP                  |                                      |                            |
| Kursbuchstrecke: | 171s (1960); 462 (1969) |                                      |                            |
| Streckenlänge: | 0,93 km                 |                                      |                            |
| Spurweite: | 1435 mm (Normalspur)    |                                      |                            |
| Maximale Neigung: | 20 ‰                    |                                      |                            |
| Minimaler Radius: | 250 m                   |                                      |                            |
| |                         |                                      |                            |
| \| \| \| von Zwickau (Sachs) Hbf \| \| \| \| 0,00 \| Abzw Zwickau-Planitz 350 m \| Abzw Zwickau-Planitz 350 m \| \| \| \| nach Falkenstein (Vogtl) \| \| \| \| 0,93 \| Zwickau-Planitz früher Niederplanitz \| 339 m \| |                         |                                      |                            |
| Strecke |                         | von Zwickau (Sachs) Hbf              | von Zwickau (Sachs) Hbf    |
| ehemalige Blockstelle | 0,00                    | Abzw Zwickau-Planitz 350 m           | Abzw Zwickau-Planitz 350 m |
| Abzweig ehemals geradeaus und nach rechts |                         | nach Falkenstein (Vogtl)             | nach Falkenstein (Vogtl)   |
| Kopfbahnhof Streckenende (Strecke außer Betrieb) | 0,93                    | Zwickau-Planitz früher Niederplanitz | 339 m                      |

Die Bahnstrecke Zwickau–Planitz war eine Nebenbahn in Sachsen, die ursprünglich als Industriebahn erbaut wurde. Sie zweigte am Kilometer 3,603 aus der Bahnstrecke Zwickau–Falkenstein ab und endete im heutigen Zwickauer Stadtteil Planitz.

## Geschichte
Am 24. Juni 1907 begann der Bau der nur 930 Meter langen Industriebahn. Die unschwierig trassierte Strecke wurde am 15. Oktober 1910 für den Güterverkehr eröffnet.
Ab dem 15. Januar 1949 verkehrten auch Personenzüge im Berufsverkehr von Zwickau (Sachs) Hbf nach Planitz. Die Züge nutzten zunächst die Bahnstrecke Zwickau–Falkenstein mit den Unterwegshalten Zwickau RAW „7. Oktober“ und Zwickau (Sachs) Reichenbacher Straße. Etwa einen Kilometer hinter diesem verließ die Bahn am Abzw Zwickau-Planitz die Bahnstrecke nach Falkenstein, um schließlich kurz darauf den Bahnhof Zwickau-Planitz zu erreichen. Zum Fahrplanwechsel am 29. September 1968 wurde der Reiseverkehr wieder eingestellt.
Am 8. November 1969 wurde die Strecke stillgelegt und wenig später abgebaut.

## Betriebsstellen
Abzw Zwickau-Planitz ⊙
Die 1907 zunächst nur für den Güterverkehr eröffnete Bahnstrecke Zwickau–Planitz hatte ihren Ausgangspunkt im Abzweig Zwickau-Planitz der Bahnstrecke Zwickau–Falkenstein. Einziges Gebäude der Abzweigstelle war ein einfaches zweistöckiges aus rotem Ziegeln gemauertes Stellwerk. Neben dem Abzweig sicherte es auch einen nahegelegenen beschrankten Bahnübergang über die Straße Zur Kohlenstraße. Nach der Stilllegung der kurzen Stichbahn nach Planitz wurde 1969 auch der Abzweig aufgelassen.
Zwickau-Planitz ⊙

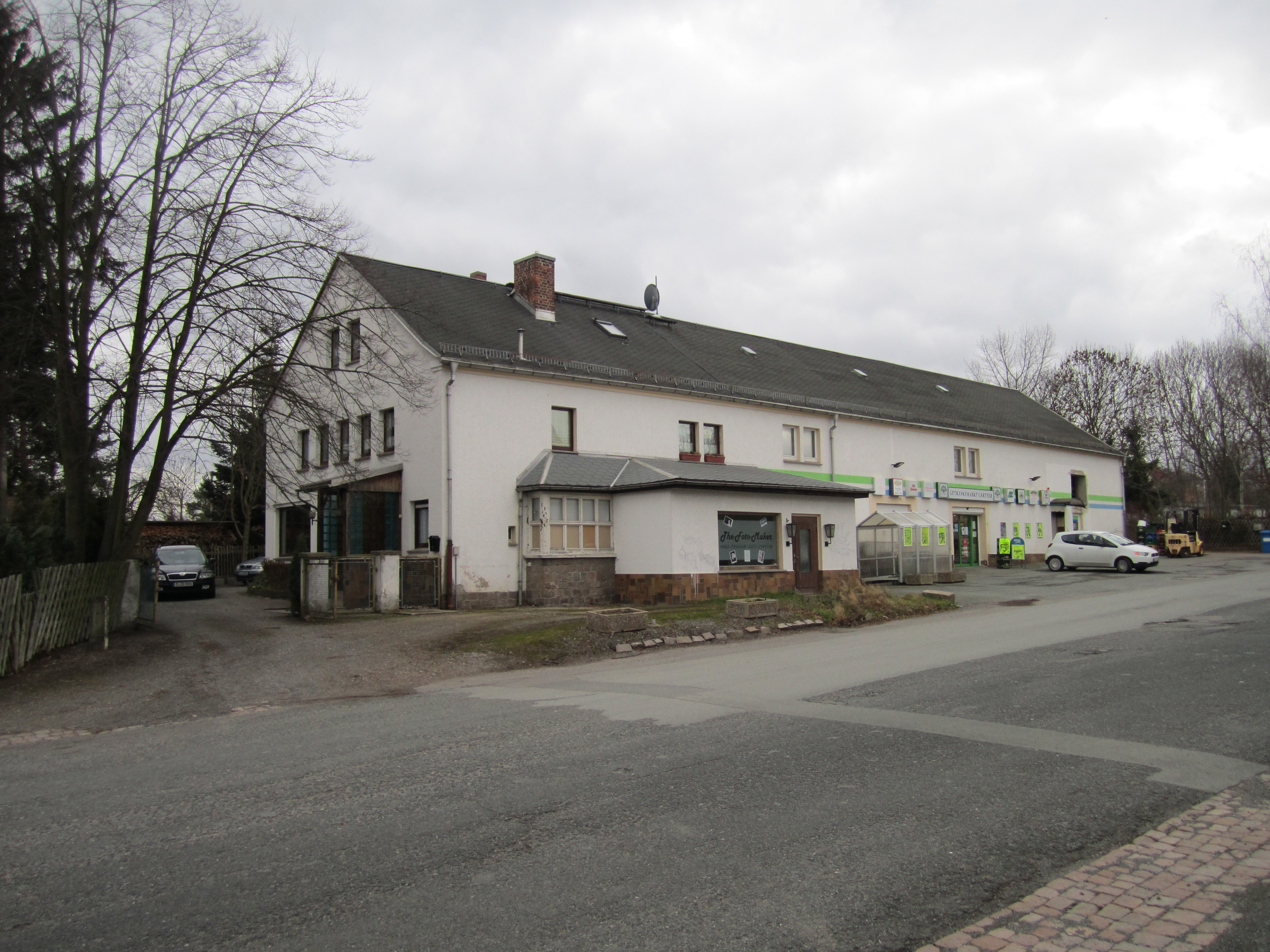
Bahnhof Planitz

Am 15. Oktober 1907 wurde Niederplanitz Ladestelle eröffnet. Seit 1911 hieß die Station Niederplanitz. Mit dem Zusammenschluss von Ober- und Niederplanitz zu Planitz erhielt die Station am 1. Juni 1924 den Namen Planitz. Seit dem 1. September 1933 war Planitz ein Güterbahnhof und mit der Aufnahme des Personenverkehrs seit dem 15. Januar 1949 auch Bahnhof. Dadurch hatte Planitz nun kurzzeitig zwei Personenbahnhöfe mit dem Namen Planitz, da der Bahnhof Cainsdorf an der Bahnstrecke Schwarzenberg–Zwickau nach einem 1939 erfolgten Flächentausch im Jahr 1940 den Namen Planitz-Cainsdorf erhielt.
Nach der Eingemeindung der Stadt Planitz nach Zwickau im Jahr 1944 erhielt der Planitzer Bahnhof am 20. Mai 1951 die Bezeichnung Zwickau-Planitz, während der Bahnhof Planitz-Cainsdorf wieder zu Cainsdorf rückbenannt wurde. Der Bahnhof Zwickau-Planitz wurde am 8. November 1969 außer Betrieb genommen. Das Gebäude befindet sich heute in der Nähe der Straßenbahn-Endhaltestelle Neuplanitz in der Rudolf-Breitscheid-Straße in Zwickau-Neuplanitz.

## Fahrzeugeinsatz
Dokumentiert sind Einsätze der Baureihen 75.5 (sächsische XIV HT) und 86 vor den Personenzügen nach Planitz. In den letzten Betriebsjahren bestanden die Reisezüge aus zweiachsigen Reko-Wagen der Bauart Bag und einem bauartgleichen Gepäckwagen.